# Oberflächenphotospannung
Die Oberflächenphotospannung (englisch surface photovoltage, SPV) ist eine Messgröße zur Bestimmung der Diffusionslänge von Minoritätsladungsträgern in Halbleitern. Da der Transport von Minoritätsladungsträgern das Verhalten der p-n-Übergänge bestimmt, die in Halbleiterbauelementen vielfach vorkommen, wird die Oberflächenphotospannung verwendet, um deren Leistung zu analysieren. Als kontaktlose Methode ist die Oberflächenphotospannung eine beliebte Technik zur Charakterisierung von Verbindungshalbleitern, bei denen die Herstellung von ohmschen Kontakten oder speziellen Bauteilstrukturen schwierig sein kann.

## Theorie

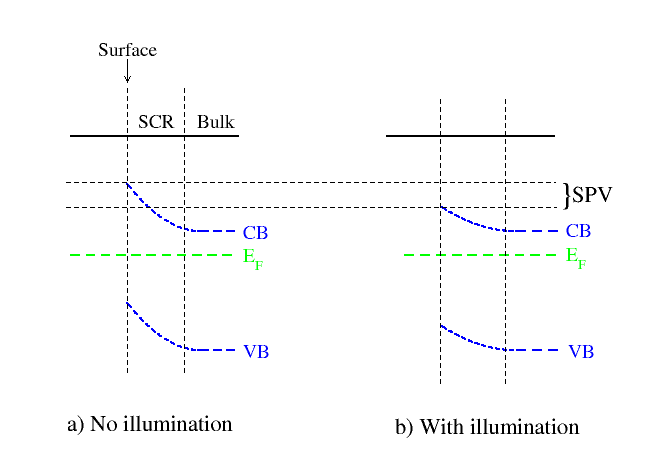
In a) verursachen Oberflächendefekte die Bildung einer Raumladungszone (engl. space charge region, SCR), in der das Leitungsband, das der Ursprung der Majoritätsträger ist, vom Fermi-Niveau an der Oberfläche weggekrümmt ist. b) Unter Beleuchtung schirmt der Zustrom von Minoritätsträgern die Oberflächenladungen ab und flacht die Bänder ab.

Wie der Name schon sagt, wird bei Oberflächenphotospannungs-Messungen das Potenzial einer Halbleiteroberfläche überwacht, während mit einer Lichtquelle Elektron-Loch-Paare erzeugt werden. Die Oberflächen von Halbleitern sind oft Verarmungsgebiete (oder Raumladungsgebiete), wo ein eingebautes elektrisches Feld aufgrund von Defekten mobile Ladungsträger herausgefegt hat. Eine reduzierte Ladungsträgerdichte bedeutet, dass das elektronische Energieband der Majoritätsträger vom Fermi-Niveau weg gebogen ist. Diese Bandverbiegung führt zu einem Oberflächenpotential. Wenn eine Lichtquelle Elektronen-Loch-Paare tief im Halbleiter erzeugt, müssen diese durch den Bulk diffundieren, bevor sie die Oberflächenverarmungszone erreichen. Die photogenerierten Minoritätsträger haben eine kürzere Diffusionslänge als die viel zahlreicheren Majoritätsträger, mit denen sie strahlend rekombinieren können. Die Änderung des Oberflächenpotentials bei Beleuchtung ist daher ein Maß für die Fähigkeit der Minoritätsträger, die Oberfläche zu erreichen, nämlich die Minoritätsträger-Diffusionslänge. Wie immer bei diffusiven Prozessen ist die Diffusionslänge {\displaystyle L} näherungsweise mit der Lebensdauer {\displaystyle \tau _{\text{bulk}}} durch den Ausdruck {\displaystyle L={\sqrt {D\tau _{\text{bulk}}}}} verknüpft, wobei {\displaystyle D} der Diffusionskoeffizient ist. Die Diffusionslänge ist im Gegensatz zum Driftverhalten der Ladungsträger unabhängig von den eingebauten Feldern.
Man beachte, dass auch die photogenerierten Majoritätsträger zur Oberfläche diffundieren, aber ihre Anzahl als Bruchteil der thermisch erzeugten Majoritätsträgerdichte in einem mäßig dotierten Halbleiter zu klein ist, um eine messbare Photospannung zu erzeugen. Beide Ladungsträgertypen diffundieren auch in Richtung des Rückkontakts, wo ihre Ansammlung die Interpretation der Daten verwirren kann, wenn die Diffusionslängen größer als die Schichtdicke sind. In einem realen Halbleiter beinhaltet die gemessene Diffusionslänge {\displaystyle L={\sqrt {D\tau _{\text{eff}}}}} den Effekt der Oberflächenrekombination, der am besten durch seine Auswirkung auf die Ladungsträgerlebensdauer verstanden wird:
{\displaystyle {\frac {1}{\tau _{\text{eff}}}}={\frac {1}{\tau _{\text{bulk}}}}+{\frac {2s}{d}}}
wobei {\displaystyle \tau _{\text{eff}}} die effektive Ladungsträgerlebensdauer, {\displaystyle \tau _{\text{bulk}}} die Ladungsträgerlebensdauer im Bulk, {\displaystyle s} die Oberflächenrekombinationsgeschwindigkeit und {\displaystyle d} die Schicht- oder Waferdicke ist. Selbst bei gut charakterisierten Materialien verringert die Unsicherheit über den Wert der Oberflächenrekombinationsgeschwindigkeit die Genauigkeit, mit der die Diffusionslänge für dünnere Schichten bestimmt werden kann.

## Experimenteller Aufbau

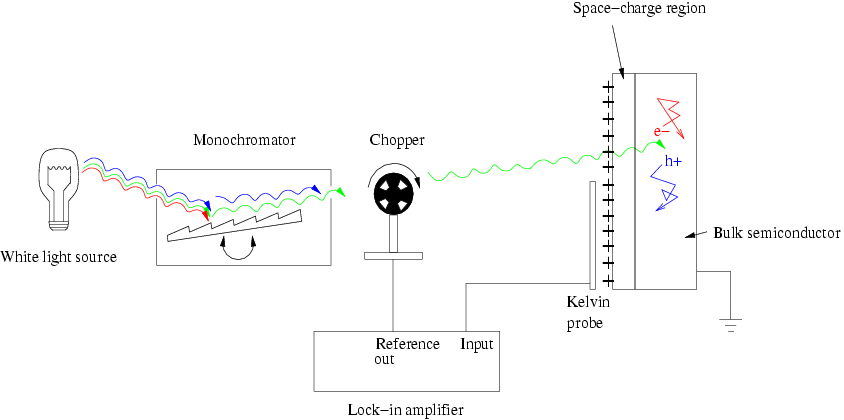
Schematische Darstellung eine Oberflächenphotospannungsapparatur mit einer gepulsten Lichtquelle, deren Wellenlänge abgetastet wird, und einer Kelvinsonde, die zur Messung der Modulation des Oberflächenpotentials verwendet wird.

Oberflächenphotospannungsmessungen werden durchgeführt, indem man einen Wafer oder eine Folie aus einem Halbleitermaterial auf eine Masseelektrode legt und eine Kelvinsonde in geringem Abstand über der Probe positioniert. Die Oberfläche wird mit Licht beleuchtet, dessen Wellenlänge mit einem Monochromator abgetastet wird, um die Absorptionstiefe der Photonen zu variieren. Je tiefer im Halbleiter die Ladungsträgergenerierung stattfindet, desto weniger Minoritätsträger gelangen an die Oberfläche und desto kleiner ist die Photospannung. Bei einem Halbleiter, dessen spektraler Absorptionskoeffizient bekannt ist, kann die Minoritätsträger-Diffusionslänge prinzipiell aus einer Messung der Photospannung über der Wellenlänge extrahiert werden. Die optischen Eigenschaften eines neuartigen Halbleiters sind möglicherweise nicht gut bekannt oder sind nicht homogen über die Probe verteilt. Die Temperatur des Halbleiters muss während einer SPV-Messung sorgfältig kontrolliert werden, thermischer Drift erschwert den Vergleich verschiedener Proben. Typischerweise werden SPV-Messungen in einer AC-gekoppelten Weise unter Verwendung einer gepulsten Lichtquelle anstelle einer vibrierenden Kelvin-Sonde durchgeführt.

## Bedeutung
Die Minoritätsträgerdiffusionslänge ist entscheidend für die Leistung von Bauelementen wie bspw. photoleitenden Detektoren und bipolaren Transistoren. In beiden Fällen bestimmt das Verhältnis der Diffusionslänge zu den Bauteilabmessungen die Verstärkung. In photovoltaischen Bauelementen, Photodioden und Feldeffekttransistoren ist das Driftverhalten aufgrund eingebauter Felder unter typischen Bedingungen wichtiger als das Diffusionsverhalten. Dennoch ist die SPV eine bequeme Methode zur Messung der Dichte von durch Verunreinigungen hervorgerufenen Rekombinationszentren, die die Bauelementleistung begrenzen. Die SPV wird sowohl als automatisierter und routinemäßiger Test der Materialqualität in einer Produktionsumgebung als auch als experimentelles Werkzeug zur Untersuchung des Verhaltens von weniger gut untersuchten Halbleitermaterialien durchgeführt.
Die zeitaufgelöste Photolumineszenz ist eine alternative kontaktlose Methode zur Bestimmung von Minoritätstransporteigenschaften.